# 토지 이용

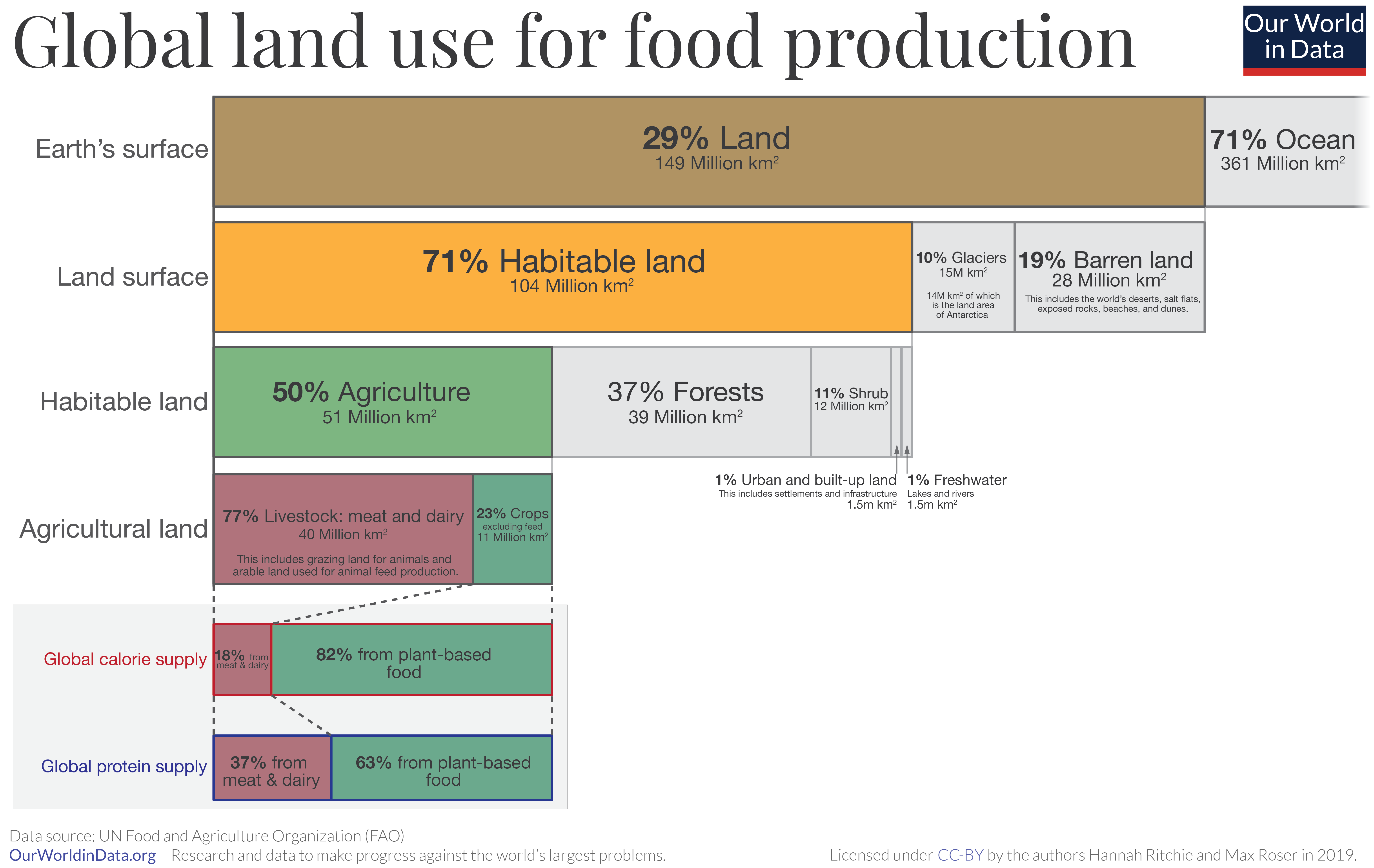
농업에 사용되는 토지의 글로벌 분포

토지 이용(land use)에는 자연 환경이나 황무지를 주거지와 같은 건축 환경과 경작지, 목초지, 관리되는 숲과 같은 준자연 서식지로 관리하고 수정하는 것이 포함된다. 인간의 토지 이용은 오랜 역사를 가지고 있으며, 10,000여년 전에 처음으로 나타났다. 이는 "사람들이 토지 및 육상 생태계와 상호 작용하는 목적 및 활동"으로 정의되었으며 "특정 토지 유형에서 사람들이 수행하는 총체적인 준비, 활동 및 입력"으로 정의되었다. 토지 이용은 지구 환경 변화의 가장 중요한 동인 중 하나이다.

## 역사
선사시대부터 인간 부족은 토지 사용을 통제하기 위해 토지를 여러 영토로 분리해 왔다. 오늘날 총 경작지는 육지 표면의 10.7%이며, 1.3%는 영구 농경지이다.

## 같이 보기
- 혼농임업
- 토지이용계획